# Birger Lindberg (konstnär)
Birger Lindberg född 1 juni 1901 i Stockholm, död 1991, var en svensk målare och tecknare.
Han var son till handlaren Karl Lindberg och Elfrida Kastman och från 1923 gift med författaren och konstnären Ester (Essi) Torborg Ottosdotter.
Lindberg studerade vid Slöjdföreningens skola i Göteborg 1917-1920 och vid Valands målarskola 1920-1923. Han var engagerad som journalist och tidningstecknare för olika tidningar i Göteborg. Han var med i konstnärsgruppen De Unga och en av stiftarna till Göteborgs konstnärsklubb.
Hans konst består av porträtt och figurtavlor.
Lindberg är representerad vid Göteborgs konstmuseum med ett självporträtt, Nationalmuseum, Stockholm, Kalmar läns museum, Gävle museum, Växjö museum, Institut Tessin i Paris och i Avignon samt Scenkonstmuseet.
Han gav ut en monografi över målaren Carl Ryd 1933 och skrev manus för radioserien Konstdialoger om artisten Blåberg samt pjäsen Duell som uruppfördes på Stockholms studentteater 1940.